# Cimochelys
Cimochelys is een geslacht van uitgestorven schildpadden, dat voorkwam in het Laat-Krijt.

## Beschrijving
Dit 90 centimeter lange herbivore dier had een vlak rugschild, dat onvolledig verbeend was.

## Leefwijze
Cimochelys was een zeeschildpad, die zich voedde met zeegras. De vrouwtjes groeven waarschijnlijk hun eieren in op zandige stranden, net als de huidige zeeschildpadden.

## Vondsten
Fossielen van dit dier werden gevonden in Europa.